# Casanova (canción de Anita Skorgan)
«Casanova» es una canción compuesta por Svein Strugstad e interpretada en noruego por Anita Skorgan. Fue elegida para representar a Noruega en el Festival de la Canción de Eurovisión tras ganar el Melodi Grand Prix en 1977.

## Festival de Eurovisión

### Melodi Grand Prix 1977
El certamen noruego se celebró el 19 de febrero de 1977, presentado por Vidar Lønn-Arnesen. La canción fue interpretada dos veces: primero por Ola Neergaard, Gro Anita Schønn, Stein Ingebritsen & Inger-Lise Rypdal con una pequeña banda y luego por el grupo Bendik Singers con una orquesta grande. Finalmente, la canción resultó ganadora con 50 puntos.

### Festival de la Canción de Eurovisión 1977
Esta canción fue la representación noruega en el Festival de Eurovisión 1977. La orquesta fue dirigida por Carsten Klouman.
La canción fue interpretada tercera en la noche del 7 de mayo de 1977, seguida por Alemania Occidental con Silver Convention interpretando «Telegram» y precedida por Austria con Schmetterlinge interpretando «Boom Boom Boomerang». Al final de las votaciones la canción había recibido 18 puntos, quedando en 15.º puesto de un total de 18.
Fue sucedida como representación noruega en el Festival de 1978 por Jahn Teigen con «Mil etter mil».

## Letra
En la canción, Skorgan describe a su marido, quien no está en ese momento, y está molesta, cantando que él se ve a sí mismo como un Casanova o un Don Juan, cosa que le irrita. En este caso particular, él dijo que iba a pasear, pero «su traje y su coche han desaparecido», implicando a algo más.